# Viersener Straße 98 (Mönchengladbach)

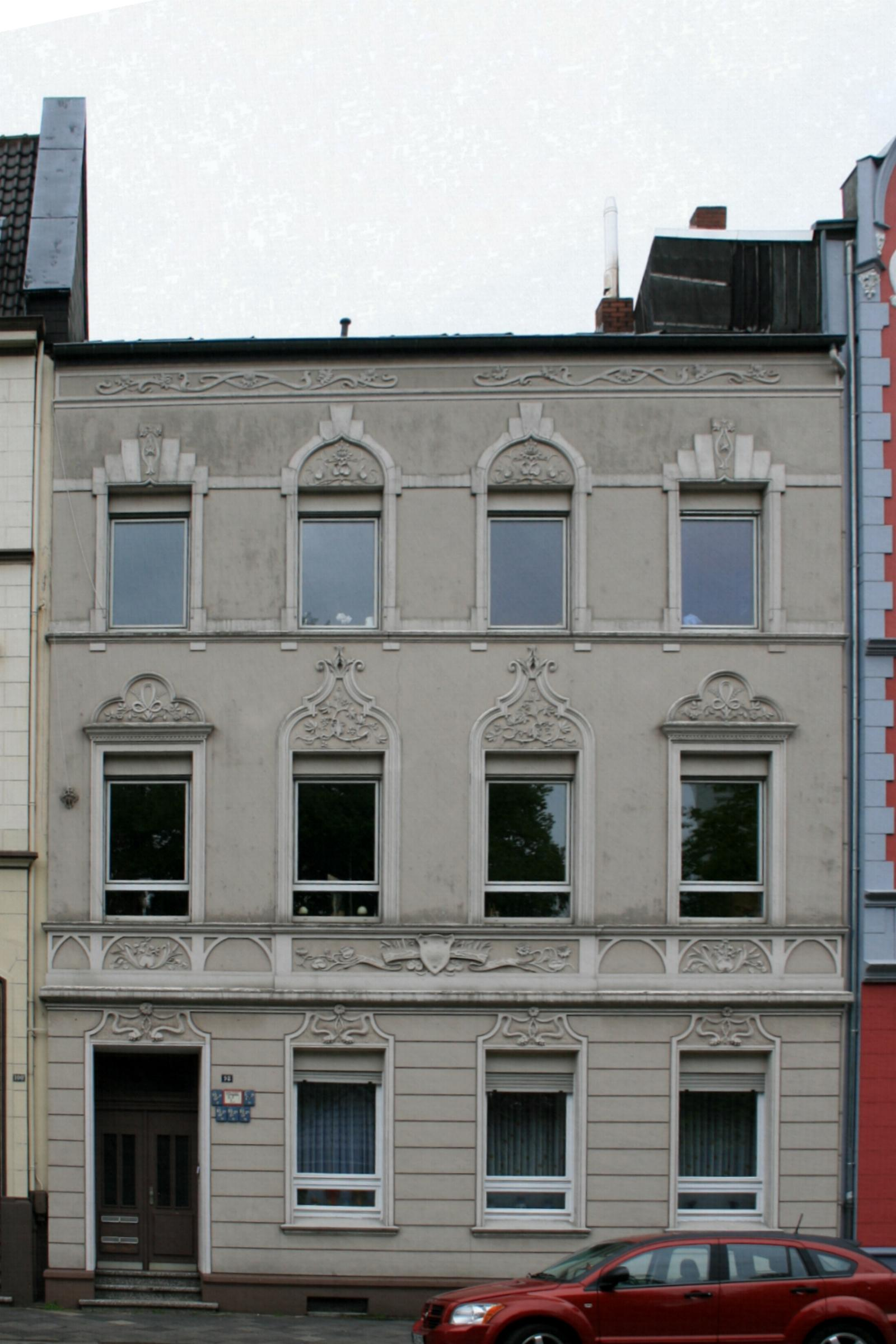
Wohnhaus (2010)

Das Wohnhaus Viersener Straße 98 steht in Mönchengladbach (Nordrhein-Westfalen).
Das Gebäude wurde 1903 erbaut und unter Nr. V 011 am 2. Juni 1987 in die Denkmalliste der Stadt Mönchengladbach eingetragen.

## Lage
Die Viersener Straße ist die alte Verbindung von Mönchengladbach nach Viersen, die gegen Ende des 19. Jahrhunderts gebaut wurde. 

## Architektur
Haus Nr. 98 liegt in der Nähe des Wasserturmes und gehört zu einer historischen Häuserzeile. Das etwa 1900 errichtete Wohnhaus ist dreigeschossig und zeigt vier Achsen. Das Gebäude schließt mit einem flachen Satteldach ab. Das Objekt ist aus architektonischen und stadtbildnerischen Gründen schützenswert.